# Сен-Франсуа-Лакруа
Сен-Франсуа́-Лакруа́ (фр. Saint-François-Lacroix) — коммуна во французском департаменте Мозель региона Лотарингия. Относится к кантону Бузонвиль.	

## География
Сен-Франсуа-Лакруа расположен в 32 км к северо-востоку от Меца. Соседние коммуны: Ломесфель на севере, Вальдвестрофф на северо-востоке, Бибиш на юго-востоке, Манскирш на юге, Камплиш на юго-западе, Моннеран на западе.

## История
- Деревня была построена в 1612—1624 годах.
- Коммуна бывшего герцогства Лотарингия.

## Демография
По переписи 2008 года в коммуне проживало 257 человек.

## Достопримечательности
- Церковь Сен-Франсуа 1739 года, алтарь и статуи XVIII века, пьета.
- Часовня де-ла-Круа XIX века.